# Teoría cinematográfica
La teoría cinematográfica (también llamada teoría del cine o filmología) es el estudio de la naturaleza del cine, y provee un marco teórico para comprender la relación del cine con la realidad, las demás artes, los espectadores y la sociedad en general. No se debe confundir con el análisis cinematográfico, aunque este recoge ideas de la teoría cinematográfica.

## Historia

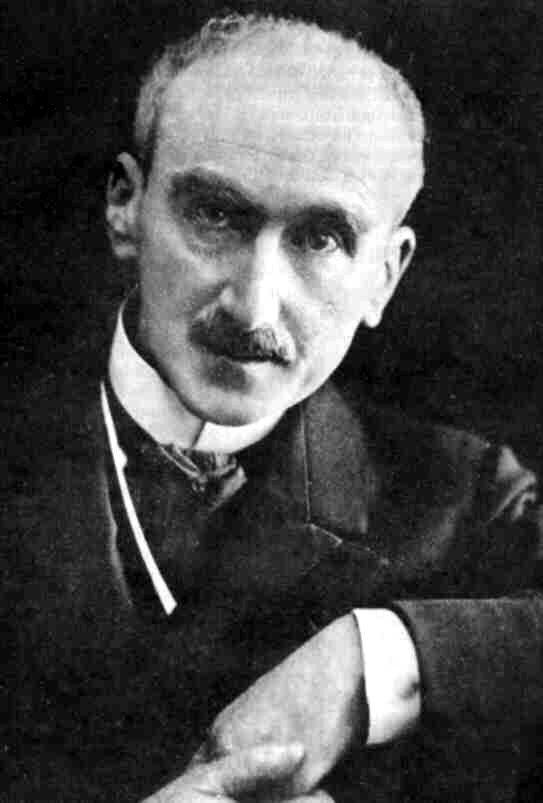
Henri Bergson

En algunos aspectos, el filósofo francés Henri Bergson anticipó en su libro Matter and Memory el desarrollo de la teoría cinematográfica cuando el cine estaba naciendo como un nuevo medio de comunicación. Comentó la necesidad de nuevas formas de pensar sobre el movimiento y acuñó los términos "imagen-movimiento" e "imagen-tiempo". Sin embargo, en su ensayo L'illusion cinématographique (publicado en 1906 en el libro L'évolution créatrice), rechazaba el cine como una ejemplificación de lo que tenía en mente. A pesar de ello, décadas más tarde, en Cinéma I y Cinema II (1983-1985), el filósofo Gilles Deleuze tomó Materia y memoria como las bases de su filosofía del cine y revisó los conceptos de Bergson, combinándolos con las semióticas de Charles Sanders Peirce
El principio de la teoría del cine se presenta durante su época muda e incumbía en su mayor parte la definición de los elementos fundamentales del medio de comunicación. Evolucionó en gran medida por las obras de algunos directores como Germaine Dulac, Louis Delluc, Jean Epstein, Serguéi Eisenstein, Lev Kuleshov, Dziga Vértov, Paul Rotha y teóricos del cine como Rudolf Arnheim y Béla Balázs. Estas personas hicieron hincapié en cómo el cine difiere de la realidad y si debería ser considerado realmente un arte.
Después de la Segunda Guerra Mundial, el crítico de cine francés y teórico André Bazin reaccionó en contra de este enfoque. Según él, la esencia de la película reside en su capacidad de reproducir mecánicamente la realidad y no en las diferencias con ella.
En los años 60 y 70, la teoría cinematográfica se estableció en el mundo académico, importando conceptos de algunas disciplinas establecidas como el psicoanálisis, los estudios de género, antropología, teoría literaria, la semiótica y la lingüística.
Durante los años 90 la revolución digital en las tecnologías de la imagen tuvo un gran impacto en la teoría del cine de diversas maneras. Se produjo una reorientación de la capacidad del celuloide del cine para capturar una imagen indicial en un momento en el tiempo según algunos teóricos como Mary Ann Doane, Philip Rosen y Laura Mulvey. Desde un punto de vista psiconanalítico y siguiendo la noción lacaniana de lo real, Slavoj Žižek ofreció nuevos aspectos de la forma de analizar el cine, que hoy en día son usados en el análisis cinematográfico moderno.

## Teorías del cine

### Teorías formalistas
La tradición formalista o formativa se caracteriza, en líneas generales, por la creencia de que los elementos del lenguaje cinematográfico deben encontrarse por encima de lo que se narra o representa. Para los formalistas, lo importante no es el qué, sino el cómo. Por lo tanto, una de sus ideas centrales es la de que el cineasta crea una realidad mediante su arte distinta a la realidad circundante. La mediación de la cámara cinematográfica supone un cambio radical, y ese cambio ha de ser moldeado por el artista, en este caso el director de cine. La corriente formativa cuenta con varios representantes ilustres:
- Hugo Münsterberg: procedente de los campos de la psicología y de la filosofía, asoció el cine y la experiencia cinematográfica a procesos mentales. De hecho, una de sus principales premisas consistió en afirmar que la verdadera materia prima del cine era la mente humana, pues era el material que la película conseguía moldear.[7]

- Rudolf Arnheim: renombrado miembro del grupo de la Gestalt. Para él el cine es un conjunto de elementos a disposición del realizador para dar forma a su concepción de la realidad. En su libro El cine como arte, Arnheim señala que el verdadero cine era el mudo y en blanco y negro, pues lograba trascender sus limitaciones para representar la realidad para convertirlas en sus verdaderos factores expresivos. Arnheim estaba convencido de que cuanto más se alejara la imagen cinematográfica de la imagen que obtenía el hombre con la vista, más se acercaría esa imagen cinematográfica al arte. Y para conseguir esa desviación, el director debía valerse de una serie de elementos que él enumera en su libro.[8]

- Serguéi M. Eisenstein: el gran defensor de la tradición formativa. Reunía en su persona dos vertientes básicas: era teórico del cine y realizador al mismo tiempo. A lo largo de todos sus escritos mostró su preocupación por la relación entre los conceptos de cine y organismo. Según él, el director debía valerse de todos los instrumentos a su disposición (encuadre, iluminación, cromatismo, actores, etc.) para componer cada plano de una manera casi musical. Y esos planos deben ser unidos, dotados de vida (como si se tratara de un organismo) mediante el montaje. Precisamente, el montaje fue el gran objetivo de la teoría del cine de Eisenstein. Consideraba que el montaje era la herramienta más cinematográfica que poseía el director, ya que consigue concatenar todas las composiciones individuales (los planos) y conseguir el ritmo cinematográfico.[9] Eisenstein, junto a otros directores como Pudovkin o Vértov, formó la Escuela Soviética.

### Teorías realistas
La teoría cinematográfica realista asume que la función principal del cine es registrar la realidad de manera lo más fiel posible. Consideran que precisamente en la capacidad del cine de aproximarse mucho a la realidad reside su gran ventaja y su mayor capacidad expresiva respecto a otras artes. Esto no niega la concepción artística del cine, todo lo contrario. A lo que se niegan es a subordinar el carácter fotográfico del cine a sobrecargas estéticas, a asociar el cine con artes como la pintura o la música, pues según ellos son disciplinas demasiado distantes en su raíz. Al igual que los formalistas, entre los realistas hay grandes teóricos fundamentales para comprender el cine:
- Siegfried Kracauer: su libro principal, Teoría del cine. La redención de la realidad física tiene un título que deja bien a las claras la postura de su autor con respecto al cine. Para él, el verdadero cine es el que registra aspectos de la realidad física.[10] Aplaude innovaciones técnicas como el color y el sonido porque consiguen una mejor captación de la realidad por parte del cine.[11] Es un autor bastante radical, pues niega la condición de verdadero cine a cualquier película que se aparte de los postulados que propone.[10]

- André Bazin: creador de la revista Cahiers du Cinéma, Bazin es el gran teórico realista. Su pensamiento, recogido en diversos artículos, ensayos, conferencias, entrevistas y conversaciones, está publicado en su obra capital ¿Qué es el cine?. En esa obra, se puede ver cómo Bazin aprecia a aquellos directores que saben poner todos los elementos de los que le alimenta el arte cinematográfico para poder captar la verdadera esencia de la realidad y del mundo. En contraste con Eisenstein, Bazin considera que es la profundidad de campo y no el montaje la gran herramienta cinematográfica. No reniega del montaje, pero piensa que es una manera de forzar la realidad que en muchas ocasiones no es conveniente. Bazin siempre prefiere la composición de la imagen en profundidad (deep focus), pues le permite encuadrar una parte de la realidad de manera más directa, sin intervenciones que puedan suponer un desvío o una mala interpretación.[12]

### Teoría cinematográfica contemporánea
Tras estos dos grandes sistemas de pensamiento, el cine va consolidándose como campo de estudio académico. En Francia, aparece una figura capital, Jean Mitry, al que le seguiría poco después otro nombre no menos importante, Christian Metz. Con ellos dos, el cine se convirtió en una materia más dentro de las investigaciones en la educación universitaria.
- Jean Mitry: fue el primer profesor de cine de la Universidad de París y un teórico cuyos trabajos tuvieron un gran impacto en la teoría cinematográfica, sobre todo su obra magna, Estética y psicología del cine, que es el estudio más sistemático y pormenorizado a nivel general de todos los problemas y las cuestiones relativas al cine. Acercó en su figura premisas formalistas y conceptos realistas. Su intención era acercarse del modo más científico posible al cine. Su teoría se basa en las dos palabras que componen el título de su libro: estética y psicología. Mitry comprendía el cine como una forma estética que utiliza la imagen como medio de expresión y cuya sucesión es un lenguaje.[13]

- Christian Metz: estudiante de lingüística, sus principales aportes fueron básicos para el desarrollo de una importante rama de la teoría cinematográfica: la semiología del cine. Metz pensaba que era el momento de dar el relevo a las aproximaciones generales y totales al cine, para empezar a realizar acercamientos específicos, más científicos y menos especulativos. Aplicó al estudio del cine disciplinas que él dominaba, como la lingüística y el psicoanálisis.[14]

### Teoría cinematográfica feminista: el cine y el patriarcado
El movimiento feminista pone al descubierto la marginalidad de la mujer y su silencio sobre sus gustos e intereses dentro de la sociedad patriarcal, expone esa creatividad reprimida de la mujer y, por lo tanto, se plantea una lucha entre sexos sobre las estructuras socioeconómicas dominadas, hasta entonces, por el hombre.
Dentro de esta lucha a nivel socioeconómico, surge el interés por el sector cinematográfico, visto como generador de una imagen de la mujer, originaria hasta entonces por el hombre. Es ahí donde las mujeres ven la posibilidad de poder mostrar al mundo su propia mirada a través de documentales, testimonios, referencias biográficas o incluso en películas de ficción, y así poder analizar a través de la imagen de la mujer creada por el hombre todos los estereotipos y códigos que les han sido asignados a lo largo de la historia.
En esta situación, el pensamiento machista no se basa en limitar la presencia de la mujer en las películas, sino en situar a la mujer en un universo sin tiempo, de este modo, queda el personaje de la mujer fuera de la historia. En el cine clásico el hombre observa, la mujer es observada, se muestra a los ojos de los demás. El personaje interpretado por el hombre actúa, controla sus sentimientos, hace que las cosas ocurran, como si el hilo argumental del film dependiera de él y sólo de él. La mujer, en cambio, es un elemento pasivo, pura decoración. Debido a esta puesta en escena, es lógico que el espectador asocie la figura del héroe a él y como objeto de goce a ella. Por tanto, se deduce, que el cine es un espectáculo dirigido a los hombres.
En cuanto al movimiento feminista, el cine les supone una forma de estudio; inconscientemente muestra la desigualdad sexual que hay en nuestra sociedad y eso permite estudiar a fondo la recepción de los mensajes por parte de los espectadores, en toda su amplitud.
Muchas de las directoras de esa época usaron esos temas del mundo de la mujer para adaptarlos cinematográficamente, por tanto, podemos decir que una mujer podía, incluso, sentir placer al ver en la pantalla y lograr identificarse con un personaje femenino que sea fuerte e independiente. Es ella la que controla los progresos del film y llegar al final como la heroína y que su condición de mujer ha sido fundamental para poder salir victoriosa, alejándose así de la imagen de víctima. 
Sin embargo, otras directoras feministas no creen que la mejor forma sea exaltando la importancia que puede llegar a tener un personaje femenino, sino atacando al cine patriarcal directamente. Es aquí cuando nace, se crea, un contra cine feminista que desafía al cine clásico hecho hasta entonces. En el cine clásico, el espectador es llevado a identificarse con los personajes y con la historia narrada en la pantalla, hace que quede satisfecho con los conflictos resueltos a final del film. Sin embargo, el cine clásico difunde un mensaje de una sociedad y una cultura con una ideología patriarcal y capitalista, en el cual la mujer es vista como un signo en las relaciones con los hombres. En cambio, podemos decir, que una lectura feminista del cine se decantan por resaltar lo obvio y natural con el fin de mostrar sus contradicciones y su finalidad. Así pues, el contra cine feminista profundizará en esa desestabilización de ese “régimen” patriarcal a través de las manifestaciones y de la transgresión.

### Otras teorías
- Teoría de las competencias
- Teoría de autor
- Teoría cinematográfica marxista
- Filosofía del lenguaje del análisis cinematográfico
- Teoría psicoanalítica cinematográfica
- Teoría de la pantalla
- Teoría cinematográfica estructuralista
- Teoría del Cine-Ojo
- Teoría del Cine Digital